# Spomenik Sv. Trojstvo u Bajmaku
Spomenik Sv. Trojstvo je spomenik kulture u Bajmaku. Nalazi se na Trgu maršala Tita.
Ovaj je kip Sv. Trojstva dala podignuti obitelj Wolf 1878. godine. Isklesao ga je kamenorezac iz Budimpešte Jablonski. Stilski pripada baroku i klasicizmu. Prvi je javni spomenik u Bajmaku.